# Bathydrilus ingens
Bathydrilus ingens är en ringmaskart som beskrevs av Erséus 1986. Bathydrilus ingens ingår i släktet Bathydrilus och familjen glattmaskar. Inga underarter finns listade i Catalogue of Life.